# Хван Юнгіль
Хва́н Юнгі́ль (кор. 黃允吉, 황윤길, МФА: [hwaŋ jungil]; 1536–?) — корейський державний і політичний діяч династії Чосон. Посол корейського вана Сонджо до Японії. Представник Західної фракції. 

## Біографія
Походив з повіту Чансу провінції Чолла. 
1561 року успішно склав іспити на посаду цивільного чиновника. 
З 1563 року займав пост доповідача 6 рангу Палати цензорів (正言, 정언). 
У 1567 році посів крісло помічника інспектора 5 рангу Ради інспекторів (持平, 지평). 
1585 року, після роботи наглядачем 3 рангу (牧使, 목사) староства Хванджу провінції Хванхе, отримав призначення на пост віце-міністра Міністерства війни. 
1590 року був відправлений на чолі посольства доброї волі до Японії. По поверненню передбачив майбутній напад японців. Через політичний тиск Східної фракції, зокрема позицію віце-посла Кім Соніля, його застереженням не надали значення.